# Mabel fait du cinéma
Pour plus de détails, voir Fiche technique et Distribution.
Mabel fait du cinéma (Mabel’s Dramatic Career) est un film muet américain réalisé par Mack Sennett sorti en 1913.

## Synopsis
Mack est amoureux de Mabel, la jeune cuisinière au service de sa mère, mais cette dernière désapprouve cette liaison. Elle lui présente alors une séduisante jeune fille venue de la ville. La confrontation entre les deux rivales se passe très mal et Mabel est mise à la porte. Le grand nigaud de Mack se rend compte trop tard de son mauvais choix mais Mabel est déjà loin en train de chercher un nouvel emploi.

Quelques années plus tard, passant devant un cinéma, Mack reconnaît Mabel sur une affiche et entre voir la séance. Il est difficile pour lui qui retrouve Mabel de faire la différence entre fiction et réalité au grand dam des autres spectateurs…

## Fiche technique
Source principale de la fiche technique :
- Titre : Mabel fait du cinéma
- Titre original : Mabel’s Dramatic Career
- Autre titre : Her Dramatic Debut[3]
- Réalisation : Mack Sennett
- Producteur : Mack Sennett
- Studio de production : The Keystone Film Company
- Distribution : Mutual Film Corporation
- Pays de production : États-Unis
- Format : Noir et blanc - 1,37:1 - Format 35 mm
- Langue : film muet intertitres anglais
- Genre : Comédie
- Durée : une bobine
- Date de la sortie : États-Unis 8 septembre 1913

## Distribution
Source principale de la distribution :
- Mabel Normand : Mabel
- Mack Sennett : Mack
- Alice Davenport : la mère de Mack
- Virginia Kirtley : la rivale de Mabel
- Charles Avery : un fermier/un employé sur le tournage
- Ford Sterling : un acteur/le méchant à l’écran
- Roscoe 'Fatty' Arbuckle : le spectateur voisin de Mack
- Billy Jacobs[5] : le fils de mabel
- Charles Inslee : le réalisateur
- Dave Anderson : un chauffeur/un spectateur

Distribution non créditée :
- Billy Gilbert : un spectateur
- Gordon Griffith : un enfant
- William Hauber : le cameraman/le projectionniste
- Bert Hunn : un employé sur le tournage/un spectateur
- Edgar Kennedy : un spectateur
- Grover Ligon : un spectateur
- Hank Mann : un spectateur

## Autour du film
Le film est particulièrement intéressant par la mise en abyme que représente la scène de la séance de cinéma. Mack est assis aux côtés de Roscoe Arbuckle et les deux acteurs parodient les spectateurs tentant de nous faire rire en caricaturant notre propension à nous identifier aux personnages et à réagir à ce qui nous est donné à regarder. Ils mettent en avant le ridicule de nos réactions et l’écran devient miroir…
Le film se poursuit sur ce même paradoxe, mais, en guise de chute, il nous ramène à la réalité. Mack, irrité contre le méchant qui tyrannise sa bien-aimée, sort un revolver et tire sans effet sur l’écran à la grande frayeur de l’assistance qui s’enfuit. Une fois sorti du cinéma, il se met en quête de retrouver ce méchant pour lui « faire la peau ».

Lorsqu’il le retrouve, c’est à sa grande surprise en ménage avec Mabel, vivant tous les deux heureux avec leurs enfants…